# Rhamphomyia pilifer
Rhamphomyia pilifer is een vliegensoort uit de familie van de dansvliegen (Empididae). De wetenschappelijke naam van de soort werd voor het eerst geldig gepubliceerd in 1838 door Johann Wilhelm Meigen.